# Vasil Lobzhanidze

a Compétitions nationales et continentales officielles uniquement.

b Matchs officiels uniquement.
Dernière mise à jour le 19 avril 2024.
Vasil Lobzhanidze (en géorgien : ვასილ ლობჟანიძე et phonétiquement en français :Vassil Lobjanidzé), né le 14 octobre 1996 à Tbilissi (Géorgie), est un joueur international géorgien de rugby à XV évoluant au poste de demi de mêlée au sein du club d'Oyonnax Rugby.

## Biographie
Vasil Lobzhanidze commence le rugby à XV à Tbilissi, avec le club du RC Armazi. À l'âge de 18 ans, il est repéré par le sélectionneur de la Géorgie, Milton Haig, qui décide de le titulariser face à l'Allemagne le 15 février 2015. Auteur d'une bonne prestation, il joue tous les matchs de l'édition 2015 du Championnat européen des nations, dont trois en tant que titulaire.
En mai de cette même année, Vasil Lobzhanidze remporte avec la sélection de Géorgie des moins de 20 ans le World Rugby Trophy U20 et se qualifie pour le championnat du monde junior 2016.
Il est ensuite nommé dans le groupe élargi des Lelos pour préparer la Coupe du monde 2015. Retenu dans la sélection finale, il est titulaire pour affronter le Japon le 5 septembre 2015. Milton Haig décide de le titulariser pour le premier match de poule face aux Tonga. Il devient donc le plus jeune joueur de l'histoire de la Coupe du monde de rugby à XV, battant de 33 jours le précédent record détenu par l'Américain Thretton Palamo. Il joue finalement les quatre matchs de son équipe : il est également titulaire face à l'Argentine et la Namibie et remplaçant face aux All Blacks.
Le 18 décembre 2015, la Fédération géorgienne de rugby à XV annonce la signature de Lobzhanidze d'un contrat de deux ans avec le club français du CA Brive à partir de la saison 2016-2017.
Le 1er mars 2021, il prolonge son contrat avec le CA Brive jusqu'en 2024.
Fin décembre 2023, il est annoncé qu'il est libéré par Brive et s'engage dans la foulée avec le RC Toulon en qualité de joker médical à la suite de l'absence longue durée de Baptiste Serin. À la suite du retour de blessure de ce dernier, il rejoint Oyonnax Rugby au mois d'avril en tant que joker médical de Tony Ensor pour la fin de saison et pour un contrat de deux ans par la suite.